# Dietrich Flade
Dietrich Flade (* 1534 in Trier; † 18. September 1589 ebenda) war ein deutscher Jurist, kurfürstlicher Rat, Richter und Stadtschultheiß. Er wurde als Hexenmeister verbrannt.

## Leben
Dietrich Flade wurde als Sohn der Eheleute Johann Flade und Margareta von Längenfeld, einer Verwandten des kurtrierischen Rates und Koblenzer Schöffen Otto von Lengenfeld, in Trier geboren. Die Familie Flade stammte ursprünglich aus Sankt Vith.
Dietrich Flade studierte in Löwen und Orléans und war dann in Speyer als Doktor beider Rechte am dortigen Reichskammergericht tätig. 1557 wurde er Vize-Schultheiß von Trier. Er heiratete Barbara Reichwein, die Witwe des verstorbenen Trierer kurfürstlichen Leibarztes Simon Reichwein. Sie war eine geborene Walther und entstammte einer einflussreichen Augsburger Patrizier-Familie.
Im Jahre 1559 wurde er durch den Trierer Kurfürsten und Erzbischof Johann VI. von der Leyen zum kurfürstlichen Rat ernannt und vertrat seinen Dienstherrn auf Reichstagen. 1567 wurde er Schultheiß der Dompropstei, 1571 Stadtschultheiß in Trier und Beisitzer des Hofgerichtes Koblenz. 1578 wurde er Professor an der Universität Trier, 1586 deren Rektor. Ihm folgte Peter Binsfeld im Amt. Flade war Schöffe am Hochgericht Trier und dem Gerichtshof der freien Reichsabtei St. Maximin vor Trier. 1581 wurde Flade zum kurfürstlichen Statthalter in Trier ernannt.

## Verurteilung als Hexer
In der Zeit der Hexenverfolgungen in Kurtrier hatte Flade als Richter zahlreiche Hexenprozesse geleitet und Todesurteile gefällt.
In der Reichsabtei St. Maximin listete der Amtmann Claudius Musiel im sogenannten Hexenregister Dietrich Flade als „Besagten“, der Hexerei Beschuldigten, auf. Als sich derartige Anklagen gegen ihn im Jahr 1587 häuften, wurde er auf Befehl des Kurfürsten Johann von Schönenberg am 4. Juli 1588 verhaftet. Die Untersuchungen leiteten der Trierer Richter Christoph Faht und der Notar Peter Omsdorf.
Am 3. Oktober 1588 unternahm Flade zusammen mit Johann von Eltz, dem Komtur des Deutschen Ritterordens zu Trier, einen Fluchtversuch. Am 12. Oktober 1588 befand sich Flade wieder in Trier, zurückgebracht von dem Komtur, nachdem dieser erfahren hatte, dass er einem „Hexenmeister“ helfe. Bürger bewachten sein Haus. Am 22. April 1589 wurde Flade erneut verhaftet, gestand unter mehrmaliger Folter, was man von ihm hören wollte, und benannte angebliche Komplizen.
Am 14. September setzte Dietrich Flade sein Testament auf, mit dem Wunsch, ein ehrenvolles Begräbnis auf dem Kirchhof St. Antonius zu erhalten. Am 18. September 1589 wurde er zum Feuertod verurteilt. Eine Milderung des Urteils sah eine vorherige Strangulierung vor und wurde am gleichen Tag an der Hinrichtungsstätte im heutigen Trierer Stadtteil Euren vollzogen.
In seiner Funktion als Hexenrichter war Flade vorher selbst mit aller Strenge aufgetreten.

## Fladescher Nachlass
Die Stadt Trier hatte sich zu Flades Zeit als Stadtschultheiß von diesem 4000 Goldgulden geborgt, um einen Prozess auf Reichsunmittelbarkeit zu führen, den sie aber verlor. Nach der Hinrichtung zog der Kurfürst den Schuldschein ein. Er verpflichtete die Stadt, fortan die Zinsen an die fünf Innenstadtpfarreien zu bezahlen – „zur Aufbesserung des Pfarrersgehalts“. Unter dem Posten 3700 „Kirchliche Angelegenheiten“ findet sich noch heute im Haushalt der Stadt Trier der folgende Unterposten: „Verpflichtungen aus dem Fladeschen Nachlass“. Die Summe wurde über die Jahrhunderte nur an die jeweilige Währung angepasst. Im Jahr 2008 betrug sie 362,50 Euro, die die Stadt jährlich an die Stadtpfarrei Liebfrauen überweist.
Im Jahr 2010 hatten sich die Trierer Stadtratsfraktionen wegen eines Antrages zum Bürgerhaushalt mit der Einstellung der Zahlungen an die Kirchengemeinde zu befassen. Oberbürgermeister Klaus Jensen hatte bereits im Februar ein Gespräch mit der Pfarrei Liebfrauen geführt, in dem deren Vertreter darauf bestanden, dass die Zahlungen weiter zu erfolgen hätten. Das Geld käme ausschließlich sozialen Zwecken zugute, konkret der Unterstützung von Bettlern. Außerdem würde die Zahlungsverpflichtung an die Opfer des Hexenwahns erinnern. Sowohl Jensen als auch die CDU-Fraktion sahen daher keinen weiteren Handlungsbedarf, und auch die SPD-Fraktion vertrat die Meinung, dass ohne die Zustimmung der Kirchengemeinde keine Änderung erfolgen könne. Bündnis 90/Die Grünen plädierten hingegen dafür, dass die Gelder künftig direkt, ohne Umweg über die Pfarrgemeinde, sozial Bedürftigen zukommen solle. Für die Erinnerung an die damaligen Vorkommnisse gäbe es im Übrigen bessere Möglichkeiten.
Am 30. April 2014 fand eine Gedenkveranstaltung für die Opfer der Hexenverfolgungen mit Oberbürgermeister Klaus Jensen statt. 
Mitte März 2024 wurden die Zahlungen der Zinsen nach einer Einigung zwischen der Stadt Trier und der Stadtpfarrei Liebfrauen nach 435 Jahren endgültig eingestellt.